# 伊莎贝尔·布拉瑟尔
伊莎贝尔·布拉瑟尔（法語：Isabelle Brasseur，1970年7月28日—），加拿大女子花样滑冰运动员。她曾代表加拿大参加1988年、1992年和1994年冬季奥林匹克运动会花样滑冰比赛，获得二枚铜牌。